# Médéric Clain
Médéric Clain (Meulan, 29 oktober 1976) is een Frans voormalig wielrenner, beroeps van 2000 tot 2004. 

## Doping
Clain werd in 2004 geschorst en ontslagen bij zijn ploeg Cofidis toen hij ervan werd verdacht doping te hebben gebruikt, nadat zijn ploegmaat Philippe Gaumont hem en Cédric Vasseur beschuldigde. Clain testte echter negatief op doping en zijn schorsing werd opgeheven. 
Sindsdien reed hij op amateurbasis.

## Belangrijkste overwinningen
2005
1e etappe Critérium des Espoirs
2011
1e etappe deel B Boucle du Coton
5e etappe Boucle du Coton
2017
3e etappe Ronde van Burkina Faso

## Resultaten in voornaamste wedstrijden
| Jaar | Ronde van Italië | Ronde van Frankrijk | Ronde van Spanje |
| ---- | ---------------- | ------------------- | ---------------- |
| 2002 |                  |                     | 70e              |
| 2003 |                  | 105e                |                  |

| Jaar | Milaan-San Remo | Parijs-Roubaix | Amstel Gold Race | Luik-Bast.‑Luik |
| ---- | --------------- | -------------- | ---------------- | --------------- |
| 2002 | 126e            | 52e            |                  |                 |
| 2003 |                 |                | 50e              | 59e             |